# 2027
|  | Denne artikel beskriver en fremtidig begivenhed Denne artikel eller sektion handler om planlagt eller forventet fremtidig begivenhed. Der kan forekomme spekulativ information, og indholdet kan ændres dramatisk når begivenheden nærmer sig og mere information bliver tilgængelig. |

| 2027                                    |
| --------------------------------------- |
| Dødsfald - Fødsler                      |
| • Begivenheder • Film • Politik • Sport |

| Gregoriansk kalender | 2027 MMXXVII            |
| Ab urbe condita      | 2780                    |
| Armensk kalender     | 1476 ԹՎ ՌՆՀԶ            |
| Kinesiske kalender   | 4723 – 4724 丙午 – 丁未 |
| Etiopisk kalender    | 2019 – 2020             |
| Jødisk kalender      | 5787 – 5788             |
| Hindukalendere       |                         |
| - Vikram Samvat      | 2082 – 2083             |
| - Shaka Samvat       | 1949 – 1950             |
| - Kali Yuga          | 5128 – 5129             |
| Iransk kalender      | 1405 – 1406             |
| Islamisk kalender    | 1449 – 1450             |

2027 (MMXXVII) begynder på en lørdag. Påsken falder dette år den 28. marts
Se også 2027 (tal)

## Forudsigelser og planlagte hændelser
- 1. januar – Region Østdanmark etableres ved sammenlægning af region Sjælland og region Hovedstaden.
- 7. august – asteroiden (137108) 1999 AN10 passerer Jorden i en afstand af 388.960 km.
- Det amerikanske forbundspoliti FBI kan offentliggøre dokumenter relateret til Martin Luther King.
- Den amerikanske sanger Elvis Presleys obduktionsrapport offentliggøres.
- Udvidelsen af Hillerødmotorvejens forlængelse (primærrute 16) fra motortrafikvej og til motorvej mellem Allerød N og Hillerød N åbner for trafik.

## Billeder
- Martin Luther King, 1964
- Elvis Presley, 1970